# 잔푸루이
잔푸루이(詹福瑞, 1953년 11월 11일 ~ )는 중화인민공화국의 문학평론가 겸 대학 교수이다.

## 생애

### 이력
중화인민공화국 허베이성 스자좡에서 출생하여 지난날 한때 중화인민공화국 허베이 성 바오딩에서 잠시 유아기를 보낸 적이 있으며 중화인민공화국 허베이 성 창저우에서 잠시 유년기를 보낸 적이 있는 그는 1975년에 문학평론가로 첫 등단하였고 이후 모교 허베이 대학교의 교수를 지내었으며 한때에는 중국국가도서관 관장을 역임하였다.

## 주요 저서

### 문예평론
- 《走向世俗: 南朝诗歌思潮》 (1995)